# Hatton, Alabama
Hatton är en ort i Lawrence County i delstaten Alabama, USA.